# Affaire de la mine d'or de Yanacocha
La mine d'or de Yanacocha, découverte par le Bureau de recherches géologiques et minières (BRGM) en 1981, est une mine d'or péruvienne dont une partie des actifs français gérés par le BRGM sont privatisés, en 1994, au bénéfice de la compagnie minière australienne Normandy. Arguant le droit de préemption, contesté car la cession n'aura pas lieu, le partenaire Newmont Mining obtient la dépossession totale de la France. C'est l'affaire de la mine d'or de Yanacocha, révélée en septembre 1998 par le journaliste et écrivain Jean Montaldo dans son livre Main basse sur l'or de la France (Albin Michel, 1998).

## Les faits
Au début des années 1980, lorsque les chercheurs de l'établissement public BRGM découvrent la mine d'or de Yanacocha et décident de l'exploiter, ils font appel à des partenaires afin d'avoir les fonds nécessaires. La répartition se fait ainsi : l'américain Newmont Mining obtient 38 %, le péruvien Buenaventura 32,3 %, la Banque mondiale 5 %, et le BRGM 24,7 %.
En 1993, le gouvernement français décide de revoir les missions du BRGM et de céder ses parts de la mine d'or de Yanacocha, ainsi que d'autres actifs miniers, à la compagnie minière australienne Normandy. Cependant, un conflit débute car ses associés contestent la transaction, considérant posséder un droit de préemption. 
En 1995, comme le réclament Newmont Mining et Buenaventura, la Cour supérieure de Lima saisit les actions de la mine d'or de Yanacocha désormais détenues par Normandy (51 %) et le BRGM (49 %). Présidé par Claude Allègre, le BRGM ne parvint pas à conserver ses droits sur la mine.
La dépossession actée, la problématique porte désormais sur l'indemnisation du BRGM et de Normandy. Les juges péruviens l'évaluent à 109 millions de dollars, soit une estimation basée sur fin 1993, date à laquelle la cession des 24,7 % est intervenue. Le BRGM conteste, arguant que la mine s'est encore appréciée et demande un complément de prix de 560 millions de dollars.
Le 20 octobre 2000, le BRGM et les groupes miniers Normandy, Newmont Mining et Buenaventura décident de mettre un terme à l'ensemble des actions judiciaires en cours car l'établissement public accepte de ne recevoir que 80 millions de dollars en plus des 109 millions initiaux, qui devront être partagés avec l'entreprise australienne.
En revanche, une nouvelle affaire démarre en septembre 1998 quand le journaliste et écrivain Jean Montaldo publie Main basse sur l'or de la France. Le parquet de Paris décide en effet d'ouvrir une instruction pénale. 

## L'affaire
Dans son livre Main basse sur l'or de la France, le journaliste Jean Montaldo dénonce le fait que les parts du BRGM dans la mine d'or de Yanacocha ont été cédées au groupe australien en 1993 pour un montant trop faible : 788 millions de francs au lieu de 1,2 milliard, comme indiqué dans un rapport de l'Inspection générale des finances en 1996.
En avril 1998, Jean Montaldo fait parvenir ses documents au parquet de Paris, qui diligente d'abord une enquête préliminaire. Puis, le 27 avril 1999, il ouvre une information judiciaire contre X pour « abus de biens sociaux, complicité et recel ». L'instruction est confiée à une juge du pôle financier, Valérie Salmeron, qui fait procéder fin 1999 par la brigade financière à des perquisitions au domicile de quatre anciens dirigeants du BRGM.
Si plusieurs acteurs de l'affaire s'accordent sur l'insuffisante défense des intérêts français par le président du BRGM d'alors, Claude Allègre, des soupçons divergents de corruptions pèsent, selon les sources, sur la justice péruvienne qui aurait été instrumentalisée (hypothèse de Jean-Claude Gawsewitch et Patrick Maugein), ou sur l'homme d'affaires corrézien Patrick Maugein (hypothèse de Jean Montaldo), intervenu dans cette affaire comme « chargé d'une mission d'investigation des autorités françaises », vraisemblablement sans caractère officiel,,. 
Patrick Maugein affirme représenter les intérêts de l'Etat français et avoir suscité l'intervention du président Jacques Chirac, qui aurait accepté d'écrire à son homologue péruvien Alberto Fujimori afin de s'opposer à la dépossession de la mine aux dépens des intérêts français. Il explique également que Normandy lui aurait proposé 10 % de son capital détenu dans la mine d'or en échange de son aide lors de la cession des parts du BRGM en 1993. En juin 1996, le PDG du groupe australien Normandy aurait également demandé de l'aide à Patrick Maugein. Dans un contexte conflictuel et pas indemne de pression, la mine est finalement attribuée au groupe minier Newmont Mining, basé à Denver, dans l'état du Colorado aux États-Unis. Toujours selon Patrick Maugein, Newmont Mining a acheté les juges péruviens qui ont statué contre la France en 1998. De son côté, Jean Montaldo, dans Main basse sur l'or de la France (1998) puis Les Voyous de la République (2001), publiés chez Albin Michel, considère qu'il n'y a pas eu de corruption à Lima dans cette affaire.
Au printemps 2002, Patrick Maugein porte plainte aux États-Unis et attaque Newmont Mining en justice. Il réclame 25 millions de dollars pour lui-même devant les tribunaux américains, qu'il n'a pu obtenir en France et au Pérou. En effet, une ordonnance définitive de non-lieu est signée le 28 août 2003 par Anne-Elisabeth Honorat, le juge d'instruction qui remplace Valérie Salmeron dans l'enquête ouverte en avril 1999. Dans ses conclusions, Anne-Elisabeth Honorat explique que « ces recherches ne permettent pas de retrouver trace de possibles rétrocommissions occultes », que Patrick Maugein a joué un « rôle quelque peu trouble » et qu'il « n'a pas été établi de quelconques détournements au préjudice des sociétés du BRGM (...) ni un quelconque enrichissement corrélatif de leurs dirigeants ».  
En décembre 2003, la plainte que Patrick Maugein a déposée aux États-Unis est jugée recevable. Le FBI ouvre donc une enquête. Mais Patrick Maugein perdra l'ensemble de ses actions et décédera en 2006. 
De son côté, Jean-Claude Gawsewitch est condamné pour diffamation par la 17e Chambre du tribunal correctionnel de Paris, à la demande de Jean Montaldo[réf. nécessaire].

## Publications

### Livres
- Main basse sur l'or de la France, par Jean Montaldo. éditions Albin Michel 1998.  (ISBN 978-2-226-10589-9).
- Les Voyous de la République, par Jean Montaldo. éditions Albin Michel, 2001.
- Yanacocha, par Jean-Claude Gawsewitch. éditions Michel Lafon 2003.  (ISBN 978-2-7499-0018-6).
- Correzien au Pérou, par Patrick Maugein. éditions Ramsay.  (ISBN 978-2-84114-571-3): livre imprimé mais non publié, à la demande de l'auteur.
- Chirac et les 40 menteurs..., par Jean Montaldo. éditions Albin Michel, 2006.  (ISBN 978-2-226-17271-6)

### Magazine
- Les notes de frais en or de Claude Allègre, VSD du 18 novembre 1999, pages 6 et 7